# Pałac (serial telewizyjny)
Pałac (niem. Der Palast) – niemiecki serial telewizyjny, który został udostępniony po raz pierwszy 27.12.2021 w serwisie VOD ZDF-Mediathek, a 3, 4 i 5.01.2022 wyświetlony w pakietach po dwa odcinki w ZDF i ORF.

## Fabuła
Solowa tancerka Christine Steffen, tańcząca w słynnym zespole Girl line, przygotowuje się do wielkiego show „Jubiläum” (Jubileusz) z okazji 40 rocznicy NRD w październiku 1989 r. Niespodziewanie zostaje rozpoznana w teatrze rewiowym Friedrichstadt-Palast przez swoją bliźniaczkę Marlene Wenninger z Bambergu, która do tej pory nic o niej nie wiedziała. Marlene prowadziła właśnie negocjacje biznesowe w imieniu swojej rodzinnej firmy z Ministerstwem Handlu Zagranicznego NRD i została zaproszona na przedstawienie, po którym idzie za Christiną, dopóki się nie spotkają. Okazało się, że obie urodziły się 17 maja 1961 r. Teraz próbują rozwikłać rodzinny sekret, który doprowadził do ich rozdzielenia na krótko przed wybudowaniem muru berlińskiego w 1961 roku. Christine wierzy, że jej ojciec zginął w wypadku samochodowym, Marlene natomiast uważała swoją macochę za rodzoną matkę. Tak jak w dziecięcej powieści Mania czy Ania bliźniaczki zamieniły się tożsamościami i dzięki temu Christine mogła pojechać do swojego ojca do NRF. Pomimo różnych zawodów zmiana przebiegła szybko. Marlene przeprowadziła się do Berlina Zachodniego, by być bliżej matki i siostry. Siostry zaczęły często jeździć w obie strony, co w końcu zostało zauważone przez służby graniczne i „zabawa” została zakończona. Marlene otrzymała zakaz wjazdu do NRD, a Christine została aresztowana. Na szczęście, dzięki interwencji ojca w Ministerstwie Handlu Zagranicznego NRD, została zwolniona. Doszło wtedy do ponownego spotkania ich ojca z matką po 28 latach. Niedługo potem upadł mur berliński i cała rodzina mogła po raz pierwszy pójść wspólnie na przedstawienie do Friedrichstadt-Palast.

## Obsada

### Role pierwszoplanowe
- Svenja Jung:
Christine Steffen / Marlene Wenninger
- Anja Kling: Rosa Steffen
- Katia Fellin(inne języki): Rosa Steffen (jung)
- Heino Ferch(inne języki): Roland Wenninger
- Nicolas Wolf(inne języki): Roland Wenninger (jung)
- Hannes Wegener(inne języki): Alexander Bachmann
- August Wittgenstein: Georg Weiss
- Luise Befort(inne języki): Bettina Wilke
- Hermann Beyer(inne języki): Richard Steffen
- Ursula Werner: Elisabeth Steffen
- Inka Friedrich: Doris Wenninger
- Friedrich von Thun: Wilhelm Wenninger
- Jeanette Hain(inne języki): Regina Feldmann
- Marc Hosemann(inne języki): Sönke Rappolt
- Luisa-Céline Gaffron(inne języki): Nadja Brucker[1]

### Role drugoplanowe
- Theodora Tetzlaff: Lilia Steffen
- Matthias Brenner(inne języki): Ulrich Krug
- Uwe Preuss(inne języki): Hannes Richter
- Daniel Donskoy(inne języki): Steven Williams
- Annabella Zetsch(inne języki): Marina Weber
- Alina Levshin: Gaby Sommer
- Odine Johne(inne języki): Johanna Westphal
- Robert Maaser: Holger Schulz
- Bernd Moss(inne języki): Theo Kupfer
- Matthias Matschke(inne języki): Bernd Meister
- Anja Karmanski(inne języki): Manuela Lewetzki
- Petra Kleinert(inne języki): Uschi Schmidt
- Annett Kruschke(inne języki): Bettinas Mutter
- Thomas Rudnick(inne języki): towarzysz Weiland
- Anne-Kathrin Gummich(inne języki)
- Dirc Simpson(inne języki): oficer Stasi
- Roland Wolf(inne języki): Wolfgang Fuchs
- Tom Keune(inne języki): Jürgen Schäfer
- Lee Rychter(inne języki): Klaus Feinschmidt
- Reiki von Carlowitz(inne języki): Bärbel
- Joanna Castelli(inne języki): Karin
- Nils Hohenhövel(inne języki): Lukas
- Julia Titze(inne języki): krawcowa
- Bronwyn Jolley: tancerka
- Heidrun Pfeil: dublerka Chris Steffen
- Christin Jung: dublerka Marlene Wenninger[1]

### Produkcja
Serial był filmowany od 13.11.2020 do 28.05.2021 w ciągu 79 dni nagraniowych w Berlinie, Bawarii i Polsce, a konkretnie we Wrocławiu na Przedmieściu Oławskim oraz w Chorzowie, którego zaniedbane fragmenty posłużyły za tło do zdjęć z Berlina Wschodniego lat osiemdziesiątych XX w.
Premiera odbyła się 27.12.2021 w serwisie VOD ZDFmediathek.

### Oglądalność
Już pierwsza część trzyczęściowej prezentacji była w danym dniu najczęściej oglądaną pozycją w prime-timie zarówno w Niemczech, jak i w Austrii. Także w następnych dwóch dniach serial był najpopularniejszą pozycją w niemieckiej telewizji. W płatnym kanale ZDF-Mediathek do 6.01.2022 zanotowano prawie 7,5 mln wyświetleń.